# Piotr Małachowski
Piotr Małachowski (* 7. června 1983 Żuromin, Mazovské vojvodství) je polský atlet, stříbrný olympijský medailista a mistr světa v hodu diskem.

## Sportovní kariéra
V roce 2002 skončil šestý na juniorském mistrovství světa v Kingstonu. Stříbrnou medaili získal o tři roky později na mistrovství Evropy do 23 let v německém Erfurtu, za hod dlouhý 63,99 m. Na MS v atletice 2009 v Berlíně skončil druhý v novém osobním a národním rekordu 69,15 m. Další stříbrnou medaili získal na světovém šampionátu v Moskvě v roce 2013. O dva roky později v Pekingu se stal mistrem světa. Na mistrovství světa v Londýně v roce 2017 obsadil v soutěži diskařů páté místo.
 V roce 2009 byl vyznamenán Řádem Polonia Restituta (pátou třídu).
Je držitelem dvou stříbrných olympijských medailí v hodu diskem - z Pekingu (2008) a Rio de Janeiro (2016).